# Izomeraza glukozo-6-fosforanowa
Izomeraza glukozo-6-fosforanowa (EC 5.3.1.9), w skrócie PGI, jest enzymem z klasy izomeraz. Katalizuje reakcję przemiany glukozo-6-fosforanu do fruktozo-6-fosforanu. Bierze udział w glikolizie.

## Reakcja
Izomeraza glukozofosforanowa katalizuje odwracalną reakcję izomeryzacji glukozo-6-fosforanu do fruktozo-6-fosforanu. Podczas reakcji przeprowadzanej przez ten enzym, pierścień substratu otwiera się wskutek protonacji (substrat przechodzi wtedy do formy liniowej). Po zakończeniu reakcji postać liniowa produktu ulega z powrotem cyklizacji.

## Mechanizm[1]
Miejsce aktywne tworzą trzy reszty aminokwasowe: His388, Glu216 oraz Lys518. To one są zaangażowane bezpośrednio w reakcję izomeryzacji.
Substrat jest stabilizowany poprzez tworzenie wiązań wodorowych z resztami Ser159, Ser209, Thr211 oraz Thr214.

## Struktura
Funkcjonalna jednostka enzymu jest homodimerem, tj. składa się z dwóch identycznych podjednostek. Pewne cechy strukturalne są podobne we wszystkich znanych izomerazach glukozo-6-fosforanowych u ssaków, roślin, owadów, bakterii i drożdży za sprawą silnie zakonserwowanych reszt pewnych aminokwasów.